# Звинувачується весілля
«Звинувачується весілля» — український радянський художній фільм 1986 року режисера Олександра Ітигілова, виробництво кіностудії імені Олександра Довженка.

## Зміст
Весілля, як апофеоз безглуздя, метафора суспільства застійного часу. Історія покоління вісімдесятих із трагічним фіналом.

## У ролях
- Таурас Чижас
- Олена Шилкіна
- Олексій Серебряков — Ігор
- Борис Галкін
- Олександр Адабаш'ян
- Ольга Матешко
- Лев Борисов
- Тарас Денисенко
- Надія Смирнова
- Сергій Никоненко — Пилип
- Микола Гринько
- Віктор Павлов
- Степан Олексенко
- Григорій Гладій
- Микола Гудзь
- Ніна Матвієнко
- Людмила Сосюра
- Ніна Антонова — мати Свєти

та інші…

## Знімальна група
- Режисер-постановник: Олександр Ітигілов
- Автор сценарію: Костянтин Єршов, за участю Раміза Фаталієва
- Оператор-постановник: Олександр Яновський
- Художник-постановник: Едуард Шейкін
- Звукорежиссер: Рива Бісновата
- Композитор: Володимир Бистряков
- Редактор: Інеса Размашкіна

## Нагороди
- приз ЦК ЛКСМУ за найкращий фільм для дітей та юнацтва на кінофестивалі «Молодість — 86».
- Премію ім. О. Довженка за найкращий сценарій Костянтину Єршову (посмертно);
- приз Миколі Гриньку за найкращу чоловічу роль — на Республіканському кінофестивалі у Дніпропетровську, 1988.